# Mistshenkoana hulu
Mistshenkoana hulu är en insektsart som beskrevs av Andrej Vasiljevitj Gorochov 2007. Mistshenkoana hulu ingår i släktet Mistshenkoana och familjen syrsor. Inga underarter finns listade i Catalogue of Life.